# ماهیچه پسواس بزرگ
ماهیچه مازویی بزرگ یا عضله سوئز (پسواس) ماژور (به لاتین: Psoas major) ماهیچه بلندی است که در دو طرف ستون مهره قرار دارد. ماهیچه مازویی بزرگ در بخش جانبی ستون فقرات قرار دارد.
این ماهیچه از کنار خارجی دوازدهمین مهره پشتی و تمام مهره‌های کمری و غضروف بین مهره‌ای منشأ گرفته به برجستگی کوچک استخوان ران منتهی می‌شود.
محل چسبندگی این ماهیچه در انتهای فوقانی بسیار گسترده‌تر از انتهای تحتانی است. عضله از روی زوائد عرضی پنج مهره کمر و جسم مهره‌ای مهره دوازدهم پشتی و پنج مهره کمری و همچنین دیسک‌های بین مهره‌ای مربوطه شروع شده؛ تاره به طرف پایین و قدری خارج کشیده شده و به برجستگی کوچک استخوان ران متصل می‌شوند.

## کارکرد
عصب‌گیری آن از شاخه‌های قدامی اعصاب کمری (L۱ تا L۴) می‌باشد و عمل آن خَماندن (فلکشن) استخوان ران و چرخش رو به بیرون است. برخی اوقات در مجاورت این ماهیچه کانون عفونی (مثلاً از کلیه) ایجاد می‌شود که آنرا آبسه سوئز می‌نامند.

## آسیب
اگر این ماهیچه کوتاه شود منقبض باشد باعث کشیده شدن مهره‌های کمری به پایین بسوی استخوان ران می‌شود که به آن کاوپشتی (لوردوز) می‌گویند یعنی قوس بیش از حد کمر. برای درمان آن باید کشش این ماهیچه انجام شود و ماهیچه مخالف این عضله یعنی ماهیچه سُرینی نیز تقویت شود.

## نگارخانه

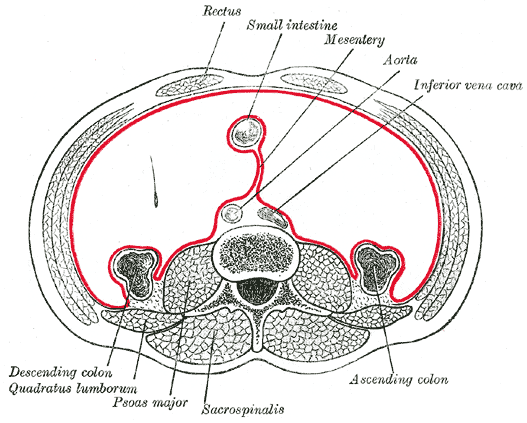
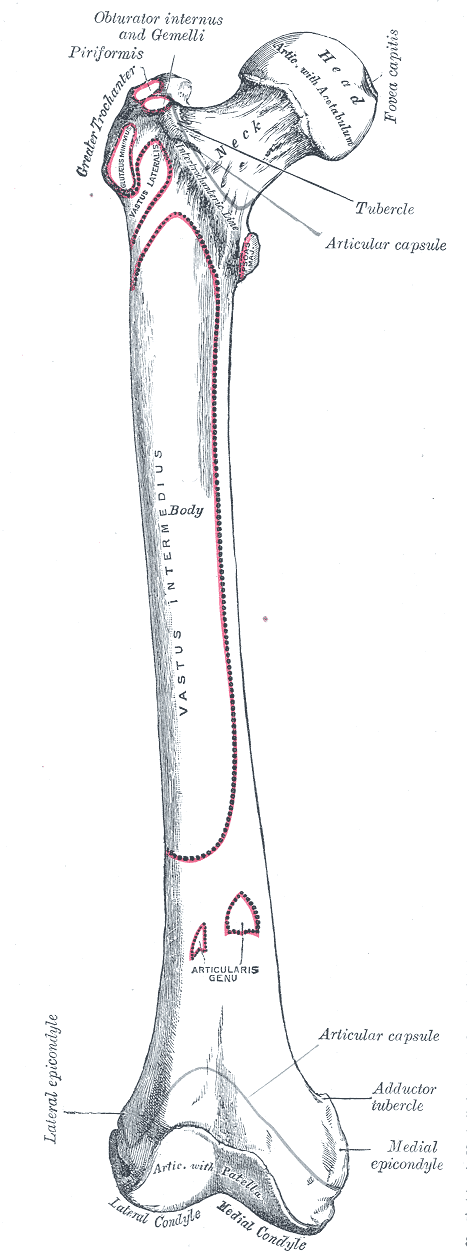
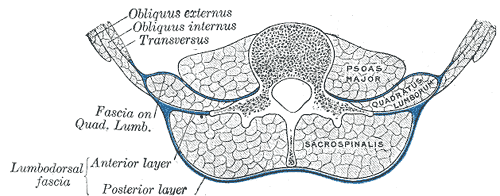